# De similitudine verborum
Il De similitudine verborum libri III, o più semplicemente De similitudine verborum, è un'opera di Marco Terenzio Varrone, non pervenuta, composta verosimilmente in data anteriore alla pubblicazione del De lingua Latina e appartenente al gruppo di studi storico-letterari e filologici dell'erudito reatino.
Quest'opera, composta da tre libri, era dedicata quasi sicuramente alla teoria linguistica dell'analogia, contrapposta alla teoria anomalista. Dell'opera sono pervenuti solamente due brevi frammenti.